# Jeździectwo na Światowych Wojskowych Igrzyskach Sportowych 2011
Jeździectwo na Światowych Wojskowych Igrzyskach Sportowych 2011 – zawody, które odbyły się w brazylijskim Rio de Janeiro w dniach 18–24 lipca 2011 roku podczas igrzysk wojskowych. Mistrzostwa rozgrywane były w Nacional de Hipismo General Eloi Menezes.

## Harmonogram
| Lipiec 2011 | 17 | 18 | 19 | 20 | 21 | 22 | 23 | 24 |
| ----------- | -- | -- | -- | -- | -- | -- | -- | -- |
| Jeździectwo |    |    | 1  |    | 1  |    | 1  | 3  |

Legenda
|  | Dzień zawodów |  | Finał (ilość) |

## Konkurencje
W turnieju rozegrane zostało sześć konkurencji {trzy indywidualne i trzy drużynowe};
- skoki przez przeszkody
- ujeżdżenie
- wszechstronny konkurs konia wierzchowego (WKKW)

## Medaliści
| Konkurencja            | Złoto              | Złoto | Srebro             | Srebro | Brąz               | Brąz  |
| Konkurencja            | Drużyna / Zawodnik | Wynik | Drużyna / Zawodnik | Wynik  | Drużyna / Zawodnik | Wynik |
| Skoki przez przeszkody |                    |       |                    |        |                    |       |
| indywidualnie          | Didier Schauly     |       | Alfonso Anguita    |        | Claudio Goggia     |       |
| drużynowe              | Brazylia           |       | Chile              |        | Francja            |       |
| Ujeżdżenie             |                    |       |                    |        |                    |       |
| indywidualnie          | Luiza Almeida      |       | Oscar Coddou       |        | Max Piraino        |       |
| drużynowe              | Chile              |       | Brazylia           |        | Urugwaj            |       |
| WKKW                   |                    |       |                    |        |                    |       |
| indywidualnie          | Jefferson Sgnaolin |       | Carlos Lobos       |        | Felipe Martinez    |       |
| drużynowo              | Chile              |       | Brazylia           |        | Urugwaj            |       |
|                        |                    |       |                    |        |                    |       |

## Klasyfikacja medalowa
* Gospodarz zawodów został zaznaczony tym kolorem.
| Miejsce            | Reprezentacja      | Złoto | Srebro | Brąz | Razem |
| ------------------ | ------------------ | ----- | ------ | ---- | ----- |
| 1                  | Brazylia *         | 3     | 2      | 1    | 6     |
| 2                  | Chile              | 2     | 4      | 2    | 8     |
| 3                  | Francja            | 1     | 0      | 1    | 2     |
| 4                  | Urugwaj            | 0     | 0      | 2    | 2     |
| Ogółem (20 państw) | Ogółem (20 państw) | 6     | 6      | 6    | 18    |